# Circus (videojuego)
Circus es un juego de arcade lanzado por Exidy en 1977 y distribuido por Taito en Japón. El juego es una variante de Breakout de Atari, donde el jugador controla un balancín y un payaso para hacer estallar todos los globos en el nivel. El juego ha sido copiado y lanzado con diferentes nombres por muchas otras compañías tanto en los Estados Unidos como en Japón.

## Jugabilidad
Tres filas de globos triangulares se mueven a lo largo de la parte superior de la pantalla, cada una superpuesta con azul, verde y amarillo (colores usados en la versión original), contando desde la fila superior. Aparece un payaso desde el borde de la pantalla donde hay un tablero de salto, y el jugador debe mover el balancín ubicado en la parte inferior de la pantalla para que el payaso pueda rebotar en el balancín una vez que salta desde su posición inicial. Sin embargo, es imposible hacer contacto con el payaso con el balancín en determinados lugares. Los cuatro trampolines situados a los lados de la pantalla sirven para disminuir la zona donde es imposible hacer contacto.
Si el jugador consigue que el payaso suba al balancín, el payaso del otro lado se lanza al aire hacia las tres filas de globos en la parte superior de la pantalla. Es posible que el payaso no tenga suficiente velocidad para alcanzar los globos si el primer payaso no aterriza directamente en el balancín. Los payasos rebotan en globos, paredes y tablas de saltar, pero pasarán directamente a través de varios globos si se mueven lo suficientemente rápido. Solo rebotarán en las tablas de salto cuando se dirijan hacia abajo y pasarán directamente a través de las tablas mientras se mueven hacia arriba.
Golpear cualquiera de los globos con el payaso hace que exploten, y el jugador recibe 20 puntos por reventar cada globo amarillo, 50 puntos por cada globo verde y 100 puntos por cada globo azul. Hacer estallar toda una fila de globos produce un efecto de sonido y otorga al jugador 10 veces los puntos originales como bonificación (es decir, 200 puntos por el globo amarillo). Una nueva fila de globos reemplaza instantáneamente a la anterior cuando se destruye toda la fila.
La destrucción de todos los globos azules provoca otro efecto de sonido y permite al jugador jugar una vez más (un payaso) después de haber agotado sus existencias. Las palabras "BONUS PLAY" parecen indicar este bono, pero destruir todos los globos azules por segunda vez no permitirá que el jugador gane otro payaso (el bono se puede activar mientras el jugador está usando el payaso adicional). Esto puede diferir en ciertos niveles como el 7 y el 8, donde las tres filas de globos deben destruirse para activar la bonificación.
Un payaso morirá si el jugador no los recibe con el balancín en la parte inferior de la pantalla, y dos compases de la marcha fúnebre en la Sonata para piano nº 2 de Frédéric Chopin se tocan como efecto de sonido. El jugador puede continuar si todavía le quedan vidas o si ha sido recompensado con una vida extra. Cuando el jugador ha agotado todas sus vidas, la pantalla cambia a la pantalla de demostración, donde el número de globos es el mismo que el del jugador antes de perder a su payaso final. Si el jugador ha superado un cierto número de puntos, puede jugar una vez más como el bono de globo (la disponibilidad de este bono puede diferir, como se indica en la lista de reglas que se muestra después de que el jugador ingresa los créditos). El jugador no puede ganar otro payaso de la misma manera durante este bono de juego.

## Recepción
El juego de arcade fue un éxito comercial para Taito en Japón, donde Circus estuvo entre los diez juegos de arcade con mayores ganancias de 1977 y el cuarto videojuego de arcade con mayores ganancias del año, por debajo del propio Speed Race DX de Taito, Breakout de Atari (distribuido por Namco) y Scratch de Universal.
La revista Computer and Video Games revisó la versión de Atari VCS en 1989, dándole una puntuación del 82%.

## Legado

### Clones de arcade
- Clowns (lanzamiento con licencia de Midway)
- Acrobat (versión con licencia de Taito). Fue el séptimo videojuego arcade con mayores ganancias de 1978 en Japón.
- Circus Circus (Universal)
- Seesaw Jump (Sega)
- Devil Circus (Hoei)
- Pierrot (Uko)
- Piccolo (IPM)
- Fūsen-wari (Data East)
- Bonpa (Nihon Bussan)
- Balloon Circus (Data East). La pantalla cambia a un rectángulo vertical. Data East también lanzó una versión de gabinete titulada Mini Balloon.
- Nyankoro (IPM). Los globos se cambian a gatitos, y la madre gata parece evitar que el jugador progrese después de que pase una cierta cantidad de tiempo.

### Clones de computadora
- Atari lanzó Circus Atari para Atari VCS el 10 de enero de 1980.[2]
- Clowns and Balloons de 1982 de Datasoft, para la familia Atari de 8 bits, reemplaza el balancín por un trampolín.[3]
- Seesaw Jump 2005 fue lanzado para la red i-mode por Sega.
- Circus Linux es una reimplementación de código abierto desarrollado por New Breed Software, disponible para diversas plataformas.[n 1]

### Juegos similares
- Trapeze (Exidy). El personaje recoge estrellas balanceándose del trapecio. El mismo juego también fue lanzado por Taito con el título Trampoline .
- Gypsy Juggler (Meadows Games). Este juego usa otedama como motivo, y también fue lanzado por Taito.
- Rip Cord (Exidy). Este juego usa el paracaidismo como motivo, y tiene efectos de sonido para el inicio del juego y la escena del juego final (The US Air Force (canción) para la apertura y Ring a Ring o 'Roses para los juegos finales). Fue lanzado en Japón por Data East como Nice On .
- Field Goal (Taito). Este juego utiliza el fútbol americano como motivo. Aunque el juego usa una paleta normal en lugar de un balancín, el juego es similar al Circus en el sentido de que el objetivo es eliminar 3 filas de jugadores de fútbol con uniformes de diferentes colores. Las filas eliminadas se rellenan junto con un efecto de sonido similar al del juego original.
- Plump Pop (Taito). Este juego fue lanzado como una nueva versión de Circus en 1987. Más tarde fue portado a PlayStation 2. El balancín se cambió a un trampolín y presenta personajes más lindos, nuevos elementos, niveles y jefes.

### Apariciones en otros medios
- En la versión de película animada de Ace o Nerae!, el personaje principal, Hiromi Oka, juega juegos de arcade en centros de juegos y cafés en varias escenas, y el efecto de sonido para cuando se destruye una fila completa de globos se usa como parte de la música de fondo.
- La banda japonesa de electropop Yellow Magic Orchestra incluyó una pista titulada "COMPUTER GAME 'Theme From the Circus'" en su primer álbum, donde incluyen algunos de los efectos de sonido del juego. Los sonidos se crearon a semejanza de la música arcade utilizando un sintetizador en lugar de grabar directamente en la pista. Imágenes de video del juego aparecieron en el video musical de Tong Poo.
- Una de las primeras obras de Akira Toriyama, Wonder Island 2, incluye una escena en la que se parodia a Circus. Esta escena también se incluye en el Manga Theatre Vol.1 de Akira Toriyama.